# Stiersbach (Fichtenberger Rot)
Der Stiersbach ist ein etwa 3 km langer Bach auf dem Gebiet der Gemeinde Oberrot im Landkreis Schwäbisch Hall im nordöstlichen Baden-Württemberg, der am Ostrand des namengebenden Dorfs der Gemeinde von links und Nordosten in die untere Fichtenberger Rot mündet. Sein bedeutenderer rechter Oberlauf ist der Erbsenbach.

## Geographie

### Verlauf

#### Oberlauf Erbsenbach
Der Erbsenbach – mit Gewässerkennzahl 2386474 – ist der Hauptstrang-Oberlauf und entspringt dem Erbsenbrunnen wenig nordöstlich von Hohenhardtsweiler im Wald auf etwa 485 m ü. NHN und läuft darin zunächst für etwa einen halben Kilometer unter steter Eintiefung südlich, bis er sich mit dem Eisbach vereint, der dem Klingenbrunnen nahe an Hohenhardtsweiler entspringt und durch seine kurze Klinge ostwärts zieht. Danach wechselt der Erbsenbach auf Südostlauf und nimmt auf längerer Strecke zwei weitere große Zuflüsse von links und der genannten Höhenstraße her auf, bald den Reuterklingenbach, zuletzt den Kohlklingenbach. 1,4 km unterhalb seiner Quelle vereint er sich dann nahe am Flurrand mit dem linken Namensoberlauf Stiersbach.

#### Oberlauf Stiersbach
Der Stiersbach – mit Gewässerkennzahl 23864744 – entspringt höher auf etwa 508 m ü. NHN zwischen dem östlichsten und dem nördlichsten Hof des Streusiedlungsweilers Stiershof in einen von oberer Hangflur umgebenen Klingenriss und läuft galeriebegleitet nach Westsüdwesten durch das Waldgewann Hintergraureut. Nach einem Lauf von 1,1 km und ohne außer einem kurzen rechten Oberlauf aus einer beim nördlichen Hof beginnenden Klinge einen wesentlichen Zufluss aufgenommen zu haben, erreicht er auf 391 m ü. NHN den rechten Erbsenbach.

#### Unterlauf Stiersbach
Der ab hier wie sein linker Oberlauf Stiersbach genannte Bach – mit Gewässerkennzahl 2386474 – fließt nun noch insgesamt 2,0 km weit südwestlich. Er verlässt auf diesem Weg bald den Wald, passiert den Wohnplatz Stiersbach am unteren linken Hang, anschließend am Zulauf einer kurzen bewaldeten Mulde im Gewann Schlat eine Gebäudegruppe rechts und unterquert dann die Straße Frankenberg–Oberrot (K 2611), die hier von ihrem erwähnten Höhenstraßenabschnitt nach einem weiteren südwestlichen Abschnitt und einen Talsteigenschlag um den Wohnplatz Stiersbach herum in den Talgrund eingetreten ist. Gegenüber der Mulde im Schlat und weiter abwärts nahe der Straßenquerung laufen ihm zwei kleine zeitweilige Zuflüsse aus nahen Hangquellen zu, die einst offenbar Teiche speisten, die nun verlandet sind. Danach zieht er begradigt durch seine sich immer mehr zum Rottal öffnende Mulde unter von Hecken und Trockenrasen bedeckten Hängen, zunächst noch von einem schmalen Waldstreifen an der Böschung des linken Hangfußes begleitet. In einer dünnen Baumgalerie passiert er in etwas Abstand ein neueres Siedlungsgebiet Oberrots am rechten Hang hinter einem weiteren kurzen Muldenzulauf von dieser Seite, unterquert dann noch die Rottalstraße L 1050 und mündet schließlich neben einer Straßenbrücke am östlichen Ortsrand Oberrots gegenüber dem größeren Teil eines Großbetriebs der Holzverarbeitung in deren hier recht breiter Aue von links auf etwa 352 m ü. NHN in die untere Fichtenberger Rot.
Der Bach hat auf dem Hauptstrang mit dem Oberlauf Erbsenbach eine Länge von 3,4 km und ein mittleres Sohlgefälle von 40 ‰.

### Einzugsgebiet
Der Stiersbach entwässert ein Einzugsgebiet von 3,3 km² Größe in den Unterräumen Hinterer Mainhardter Wald und – schon am Unterlauf im Rot-Tal – Gaildorfer Becken des Naturraums Schwäbisch-Fränkische Waldberge. Von einem Bogen, der den nördlichsten und den östlichsten Punkt jeweils wenig über den Quellen seiner großen Quellbäche Erbsenbach und Stiersbach verbindet, erstreckt es sich etwa zweidreiviertel Kilometer weit nach Südosten bis zur Mündung; quer dazu hat es an der weitesten Stelle etwa zwei Kilometer Breite. Sein enger Mündungskeil setzt erst weit unten an.
Die nordöstliche Wasserscheide des Bacheinzugsgebietes begrenzt zugleich das umfassende Flusssystem der Fichtenberger Rot gegen das des Kochers unterhalb des Rot-Zulaufes und liegt durchweg auf einer Höhe von 505 m ü. NN und darüber; sie folgt nahe dem Höhenstraßenabschnitt der K 2611 von nordöstlich Hohenhardtsweiler nach Oberrot; der höchste Punkt etwa in der Mitte des Abschnitts ist der Gipfel des Suhlbühls auf 529,9 m ü. NN. An ihr liegt auf der Außenseite bis etwas nach diesem Gipfel das Einzugsgebiet des Dendelbachs, der in den untersten Lauf des Kocher-Zuflusses Bibers mündet, danach kürzer bis zur Ostspitze am Rande des Waldes Schwarze Lache, wo das Terrain auf etwa 522 m ü. NN liegt, das des Mettelsbachs, der ebenfalls unterhalb der Rot selbst zum Kocher läuft. Hier knickt die Wasserscheide nach rechts und Südwesten ab und folgt dem nur langsam fallenden Sträßchen weiter bis auf eine Höhe von etwa 495 m ü. NN, hinter dieser linken Wasserscheide konkurriert auf dem längeren Stück der bei Fichtenberg in die Rot selbst mündende Diebach in Gestalt seines Oberlaufs Steinbach, danach erst fällt die Grenzlinie schnell ins Rottal ab. Die rechte Wasserscheide des Einzugsgebiets an seiner Nordwestseite scheidet nach dem Wiederaufstieg aus dem weiten Rottal vom Entwässerungsgebiet des Altenbachs, der über den Söllbach der Rot oberhalb von Oberrot und der Stiersbachmündung zuläuft.
Alle Bachläufe sind unbesiedelt. An der rechten Wasserscheide gegen den Altenbach zu liegt der Weiler Hohenhardtsweiler überwiegend auf der Altenbachseite, dicht an der oberen und dann der linken die weit verstreuten Höfe des Weilers Stiershof; Scheuerhalde zuletzt auf der linken vor dem Talabstieg der Wasserscheide liegt hier knapp jenseits. Über dem südwestlich fließenden mittleren Lauf steht ziemlich unten am Flurhang der Einzelhof Stiersbach, etwas weiter abwärts gegenüber am Lauf eine namenlose Gebäudegruppe. Mündungsnah im Rottal liegen einige Siedlungshäuser von Oberrot gerade eben noch im Einzugsgebiet.

### Zuflüsse und Seen
Liste der Zuflüsse und  Seen von der Quelle zur Mündung. Gewässerlänge, Einzugsgebiet und Höhe nach den entsprechenden Layern auf der Onlinekarte der LUBW. Andere Quellen für die Angaben sind vermerkt.
Quelle des Erbsenbachs am Erbsenbrunnen auf etwa 485 m ü. NHN etwas nordöstlich von Hohenhardtsweiler im Wald. Der Erbsenbach fließt zunächst etwa südlich.
- Eisbach, von rechts und Westen auf knapp 430 m ü. NHN in der Kehrschlinge des beidseitigen Waldwegs aus dem unteren Tal, 0,2 km und ca. 0,1 km². Entspringt auf unter 480 m ü. NHN dem Klingenbrunnen wenig südöstlich von Hohenhardtsweiler. Der Erbsenbach hat hier eine Länge von schon 0,5 km²  und ein Einzugsgebiet von ca. 0,3 km², nach diesem Zufluss zieht er ungefähr südöstlich weiter.
- Reutenklingenbach, von links und Nordosten auf 425,7 m ü. NN[LUBW 5] am Westfuß des Suhlbühls, 0,6 km und ca. 0,2 km². Entsteht auf etwa 500 m ü. NHN an einem Waldwegstern einen Viertelskilometer westlich der Suhlbühl-Kuppe (529,9 m ü. NN[LUBW 5]) mit dem Wasserreservoir.
- Kohlklingenbach, von links und Nordosten auf etwa 396 m ü. NHN kurz bevor der linksseitige Weg im Tal die Bachseite wechselt, 0,7 km und ca. 0,2 km². Entsteht auf etwa 520 m ü. NHN hundert Meter südlich einer Waldhütte an einer Lichtung auf dem Suhlbühl.
- Stiersbach (Namens-Oberlauf), von links und Ostnordosten auf 391,1 m ü. NHN[LUBW 5] aus dem Waldgewann Hintergraureut gleich nach dem Seitenwechsel des genannten Waldwegs, ⊙ 1,1 km und ca. 0,6 km². Entsteht auf etwa 508 m ü. NHN am Beginn eines bewaldeten Klingenrisses zwischen den nördlichen Streusiedlungshöfen von Stiershof. Dieser Namensoberlauf bleibt in Länge wie Einzugsgebiet unter den entsprechenden Werten des Erbsenbachs von 1,4 km und ca. 1,1 km², der Stiersbach zieht dennoch von hier an fast in Richtung seines Namensoberlaufs südwestlich weiter bis zur Mündung.

Mündung des Stiersbachs von links und Nordosten auf etwa 352 m ü. NHN am Ostrand des Dorfes Oberrot gegenüber dem großen Sägwerk und neben der Rotbrücke der Eugen-Klenk-Straße in die untere Fichtenberger Rot. Der Bach ist hier auf dem Hauptstrang mit dem rechten Oberlauf Erbsenbach 3,4 km, auf dem Nebenstrang mit seinem Namensoberlauf dagegen nur 3,1 km lang und hat ein 3,3 km² großes Einzugsgebiet.

### Flusssystem Fichtenberger Rot
- Zuflüsse der Fichtenberger Rot

## Geologie
Bach und Einzugsgebiet des Stiersbachs liegen im Mittelkeuper. Die höchste auftretende geologische Schicht ist der Stubensandstein (Löwenstein-Formation), der in einem recht breiten und fast ununterbrochenen Streifen beidseits der nordöstlichen Wasserscheide liegt und dessen Grenze zu den unterliegenden Oberen Bunten Mergeln (Mainhardt-Formation) anfangs entlang der Wasserscheide im Nordwesten folgt. Die südwestliche dagegen läuft sehr bald in einem langen und dünnen Streifen dieser Oberen Bunten Mergel, danach wie gegenüber noch auf der Hochebene im Kieselsandstein (Hassberge-Formation). In der weiteren Schichtenabfolge an den Hängen über die Unteren Bunten Mergeln (Steigerwald-Formation) und den Schilfsandstein (Stuttgart-Formation) hinunter in den Gipskeuper (Grabfeld-Formation) tritt der Schilfsandstein nur als sehr schmales Band auf. Der Gipskeuper an den mittleren und unteren Hängen und in den Tallagen bis fast zur Mündung bedeckt den größten Teil des Einzugsgebietes. Der flache Rottalgrund wird von einem breiten Auensedimentband durchzogen, ein schmales solches folgt auch den zwei großen Oberläufen ab ihrem Wechsel in den Gipskeuper.
Die Asymmetrie der Schichtlage an der rechten und linken Wasserscheide erklärt sich wohl dadurch, dass etwa auf der Linie Eisbachklinge–Reutenklinge nachweislich die äußere Randstörung an der Südsüdostseite der Neckar-Jagst-Furche durchs Einzugsgebiet zieht, deren Tiefscholle nach Hohenhardtsweiler zu liegt; die tektonische Tieflage bringt hier die geologisch höhere Stubensandstein-Schicht in etwa gleiche Höhe wie die tieferen Schichten an der linken Wasserscheide.
Die höchste Quelle des Stierbach-Oberlaufzweigs entspringt an der Untergrenze des Stubensandsteins, die Erbsenbachquelle geologisch tiefer in den Oberen Bunten Mergeln oder sogar dem Kieselsandstein.
An zwei Stellen abwärts des Wohnplatzes Stiersbach liegen ehemalige Mergelgruben im Tal.

## Natur, Landschaft, Schutzgebiete
Das Einzugsgebiet des Stierbachs liegt ganz im Naturpark Schwäbisch-Fränkischer Wald, der größere Teil der Flur beidseits des Baches nach seinem Waldaustritt im Landschaftsschutzgebiet Fichtenberger Rot-, Murr- und Fornsbachtal mit angrenzenden Höhenzügen.
Seine Oberläufe, sein Waldlauf und sein Flurlauf bis zur ersten Straßenquerung der K 2611 sind sehr naturnah.
Die Oberlaufklingen des Stiersbachs zeigen das für die Keuperberge des Schwäbisch-Fränkischen Waldes typische Bild: Blockschuttreiche Wasserläufe, über denen die steilen Hänge vor allem in den Mergel-abschnitten Rutschneigung zeigen. Die Bette gehen mancherorts flach in die Hänge über, anderswo sind sie deutlich eingetieft. An der gegabelten Quellklinge des Namenslaufes stehen blanke Felswände, unter denen Felsbrocken und verstürzte Baumstämme liegen. In der Reutenklinge findet man grottenartig unterhöhlte Kieselsandsteinüberhänge, von denen die gewöhnlich geringe Wasserführung des Baches herunterfällt. Gegen Ende seines Waldabschnittes liegen im ein bis zwei Meter breiten Bett kleine Sand- und Schotterbänke.
Am Waldaustritt, wo der Bach stärker mäandriert, liegt in einem angrenzenden Feuchtgebiet ein Röhrichtfeld. Auf dem Flurabschnitt stehen am Hang, wo mehrere Trockenrasenflächen liegen, mehrfach Feldhecken.
Etwas an der Straßenquerung der K 2611 beginnt dann der begradigte Unterlaufabschnitts bis zur Mündung, der mit Grauerlen bepflanzt wurde, welche sich inzwischen durch Stockausschläge erneuern. Links am Ufer liegen hier an zwei Stellen Nasswiesen.

## Tourismus
Der mit einem grünen Baum über rotem Strich markierte Main-Neckar-Rhein-Weg (Hauptwanderweg 3) des Schwäbischen Albvereins auf seiner Etappe von Fichtenberg nach Westheim berührt nahe der östlichsten Siedlungsgruppe von Stiershof die Ostspitze des Einzugsgebietes. Ein mit rotem Kreuz markierter, von Oberrot kommender Wanderweg desselben Vereins läuft lange im Untertal, kreuzt dann den Unterlauf des Bachs und zieht schließlich auf der südöstlichen Wasserscheide zum genannten Wanderweg hinauf.

### LUBW
Amtliche Online-Gewässerkarte mit passendem Ausschnitt und den hier benutzten Layern: Lauf und Einzugsgebiet des Stiersbachs

Allgemeiner Einstieg ohne Voreinstellungen und Layer: Daten- und Kartendienst der Landesanstalt für Umwelt Baden-Württemberg (LUBW) (Hinweise)
1. 1 2 3 4  Höhe nach dem Höhenlinienbild auf dem Hintergrundlayer Topographische Karte.
2. 1 2 3 4 5  Länge nach dem Layer Gewässernetz (AWGN).
3. 1 2  Einzugsgebiet nach dem Layer Basiseinzugsgebiet (AWGN).
4. ↑  Einzugsgebiet abgemessen auf dem Hintergrundlayer Topographische Karte.
5. 1 2 3  Höhe nach schwarzer Beschriftung auf dem Hintergrundlayer Topographische Karte.
6. ↑  Nach Augenschein und dem Layer Biotope nach Naturschutzgesetz und Landeswaldgesetz der Onlinekarte der LUBW.

### Andere Belege
1. ↑  Geologie nach Mapserver des Landesamtes für Geologie, Rohstoffe und Bergbau (LGRB) (Hinweise). Einen Überblick auf gröberem Maßstab liefert auch die geologische Karte des Naturparks Schwäbisch-Fränkischer Wald 1:50.000, herausgegeben vom Landesamt für Geologie, Rohstoffe und Bergbau Baden-Württemberg, Freiburg i. Br. 2001.
2. ↑  Lage der Mergelgruben nach der Online-Karte des LGRB, wo sie im entsprechenden Layer als Geotope eingetragen sind.